# واگنر (کارولینای جنوبی)
واگنر(به انگلیسی: Wagener) شهری در ایالت کارولینای جنوبی کشور ایالات متحده آمریکا است که جمعیت آن در سرشماری سال ۲۰۱۰ میلادی، ۷۹۷ نفر بوده‌است.